# Коробковское водохранилище
Коробковское водохранилище — небольшое русловое водохранилище на правобережной балке Соленый Яр в бассейне реки Лопань. Расположено в Дергачевском районе Харьковской области, у сёл Соленый Яр этого же района и Черноглазовка Золочевского района. Водохранилище построено в 1972 году по проекту Харьковского отделения института «Сельенергопроект». Назначение — орошение, увлажнение осушенных земель в пойме реки Лопань.

## Основные параметры водохранилища
- Нормальный подпорный уровень — 140,5 м;
- Форсированный подпорный уровень — 141,25 м;
- Полный объем — 1080000 м³;
- Полезный объем — 0920000 м³;
- Длина — 1,84 км;
- Средняя ширина — 0,17 км;
- Максимальные ширина — 0,23 км;
- Средняя глубина — 3,0 м;
- Максимальная глубина — 6,5 м.

## Основные гидрологические характеристики
- Площадь водосборного бассейна — 17,9 км².
- Годовой объем стока 50 % обеспеченности — 1570000 м³.
- Паводковый сток 50 % обеспеченности — 0989000 м³.
- Максимальный расход воды 1 % обеспеченности — 30 м³/с.

## Состав гидротехнических сооружений
- Глухая земляная плотина длиной — 257 м, высотой — 7,7 м, шириной — 10 м. Заделка верхового откоса — 1:3, низового откоса — 1:2.
- Шахтный водосброс из монолитного железобетона, круглая в сечении, диаметром 6 м.
- Рекомендуемый водовыпуск из стальной трубы диаметром 500 мм.

## Использование водохранилища
Водохранилище использовалось для увлажнения осушенных земель в пойме реки Лопань в Дергачевском районе. В настоящее время водохранилище использует для рыборазведения ООО «Поплавок». Гидротехническое сооружение находится на балансе Краснокутского межрайонного управления водного хозяйства.